# Brioloto
Brioloto est un sculpteur italien mort avant le 1er janvier 1226.

## Biographie
Il est mentionné dans une inscription maintenant sur le mur intérieur sud de San Zeno Maggiore à Vérone, et dans divers documents véronais entre 1189 et 1226. Il achève la partie supérieure de la façade de San Zeno, où il est responsable de la rosace et des six figures entourant la Roue de la Fortune. 
Brioloto meurt avant le 1er janvier 1226.